# اردن، گیماراس
اردن، گیماراس (به لاتین: Jordan, Guimaras) یک منطقهٔ مسکونی در فیلیپین است که در گیماراس واقع شده‌است.